# Стадион «Васил Левски» (станция метро)
Стадион имени Васила Левского (болг. Стадион «Васил Левски») — станция Софийского метрополитена, открыта 8 мая 2009 года. Названа по расположенному рядом стадиону «Васил Левски».

## Описание
Станция расположена на пересечении бул. «Драган Цанков» и бул. «Евлоги Георгиев», возле Национального стадиона «Васил Левски».
Станция подземная, с боковыми платформами, каждая платформа имеет 3 эскалатора и лифты для людей с ограниченными возможностями. На станции установлены подъёмные барьеры.
Станция имеет один вестибюль с двумя выходами. Первый из них, выход на бул. «Евлоги Георгиев», используется для входа и выхода пассажиров, а второй, выход на бул. «Драган Цанков», используется только для выхода.
Над станцией сооружены три этажа подземных паркингов.
Глубина заложения станции - 22 метра. Длина платформы - 102 м.

## Архитектурная компоновка
Архитекторы станции - Красен Андреев и Детелин Мушев. Станция выполнена в коричневом, бежевом и белом цветах. Освещение встроено в ряды вогнутых кругов над двумя фартуками в двух продольных информационных трубах, окрашенных в темно-красный цвет. Выход выполнен в виде павильона, в котором находится кассовый зал. Станция расположена на глубине 22 м и имеет 5 подземных уровней: два уровня офисных помещений и подземный тамбур и один подплатформенный уровень. Станция метро подземная, с боковыми платформами, на каждой платформе по три эскалатора и лифт для маломобильных групп населения и мам с детьми. В крыше павильона есть 4 купола, через которые проникает солнечный свет.
Отдельно построен трехэтажный подземный паркинг на более чем 200 машиномест над частью станции и соединительным тоннелем под бульваром Драган Цанков. Парковка имеет собственный выход, находится на Борисовой градине, южнее выхода из метро.

## Фотогалерея

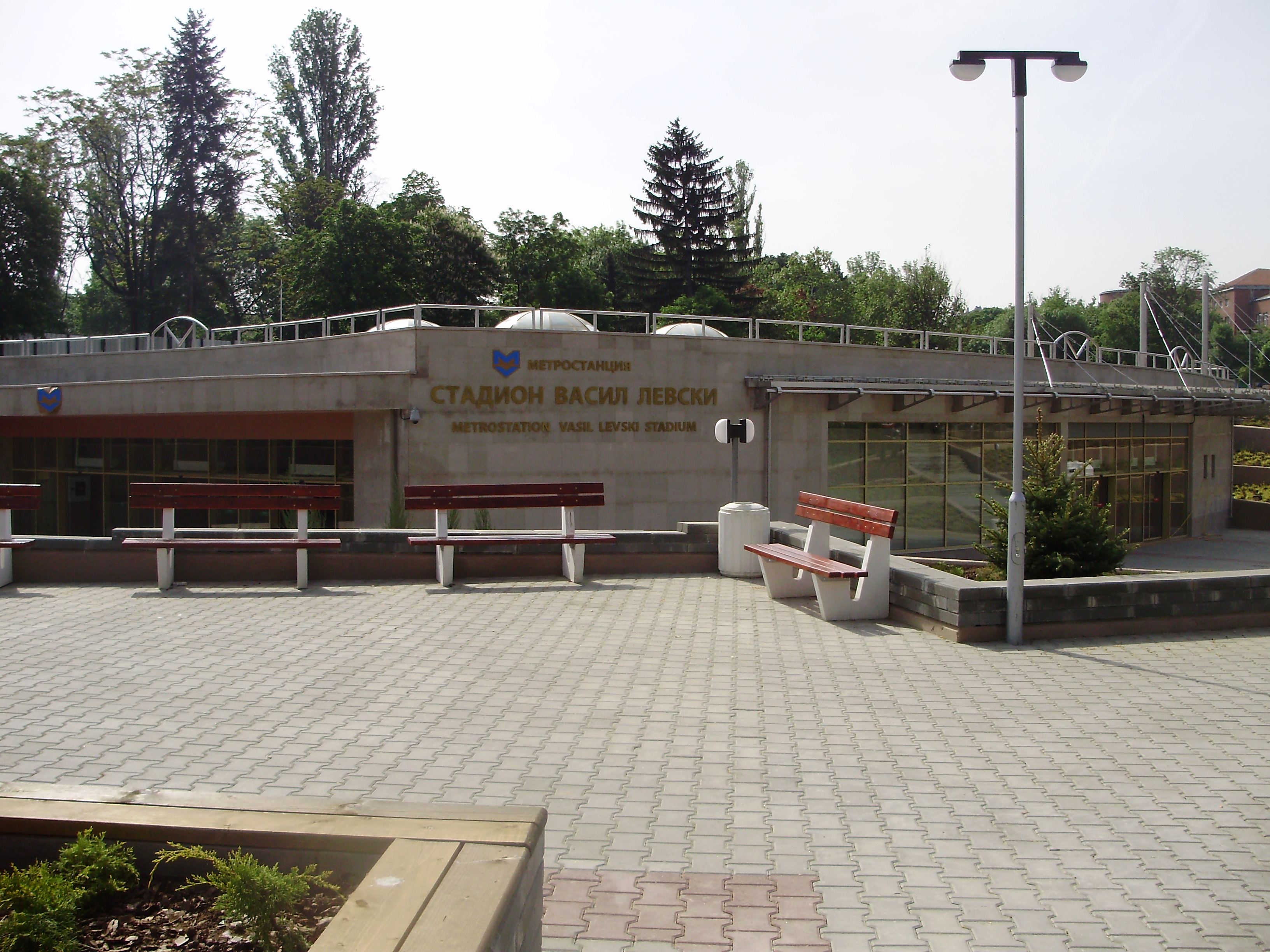
«Стадион Васил Левски», наземный вестибюль